# Луций Бурбулей Оптат Лигариан
Лу́ций Бурбуле́й Опта́т Лигариа́н (лат. Lucius Burbuleius Optatus Ligarianus; умер в 140 году, провинция Сирия, Римская империя) — древнеримский государственный и политический деятель, консул-суффект 135 года.

## Происхождение
О происхождении Луция Бурбулея сохранившиеся источники не дают точной информации: по разным версиям, он мог происходить из Италии, Африки или Испании. Так как по рождению он принадлежал к неименитому плебейскому роду Лигариев, его приёмным отцом, по-видимому, являлся некий Луций Бурбулей Оптат. 
Значение когномена Луция Бурбулея — «Оптат» (Optatus) — советский филолог-антиковед Е. Фёдорова выводит от лат. optatus — «желанный, с нетерпением ожидаемый».
Благодаря одной обнаруженной надписи известно, что Лигариан был закреплён за Квиринской трибой.

## Биография
Согласно мнению некоторых исследователей, около 129—132 годов Луций Бурбулей с проконсульскими полномочиями управлял Сицилией, а в самом конце правления императора Адриана он занимал должность наместника Каппадокии. В 135 году он находился на посту консула-суффекта совместно с Марком Эмилием Папом. Предположительно, после 138 года и, очевидно, вплоть до своей смерти Лигариан в качестве императорского легата управлял Сирией.
Известно также, что Луций являлся патроном римской колонии в Минтурнах.